# Outland (film)
Outland nebo alternativním názvem Třetí měsíc Jupitera (anglicky Outland) je britský vědeckofantastický film s kriminální zápletkou , který natočil v roce 1981 režisér Peter Hyams. Pracovní název zněl Io.
Příběh je zasazen do těžařské kolonie na Jupiterově měsíci Io, kde nastupuje na roční službu nový federální šerif William T. O'Niel, který musí záhy řešit záhadné sebevraždy horníků. Film je popisován jako space western (vesmírný western) a sdílí tematickou podobu s ryze westernovým filmem z roku 1952 V pravé poledne (anglicky High Noon).
Film byl v roce 1982 nominován na Oscara v kategorii nejlepší zvuk (John Wilkinson, Robert W. Glass, Jr., Robert Thirlwell a Robin Gregory), ale nezvítězil (cenu vyhrál film Dobyvatelé ztracené archy).

## Herecké obsazení
| Sean Connery       | Federální šerif William T. O'Niel    |
| Peter Boyle        | Mark Sheppard                        |
| Frances Sternhagen | Dr. Lazarusová                       |
| James Sikking      | seržant Montone                      |
| Kika Markham       | Carol O'Nielová, Williamova manželka |
| Clarke Peters      | seržant Ballard                      |
| Steven Berkoff     | Sagan                                |
| John Ratzenberger  | Tarlow                               |
| P. H. Moriarty     | nájemný vrah #1                      |
| Doug Robinson      | nájemný vrah #2                      |
| Sharon Duce        | prostitutka ohrožovaná Saganem       |
| Eugene Lipinski    | Cane                                 |
| Angelique Rockas   | údržbářka                            |

## Děj

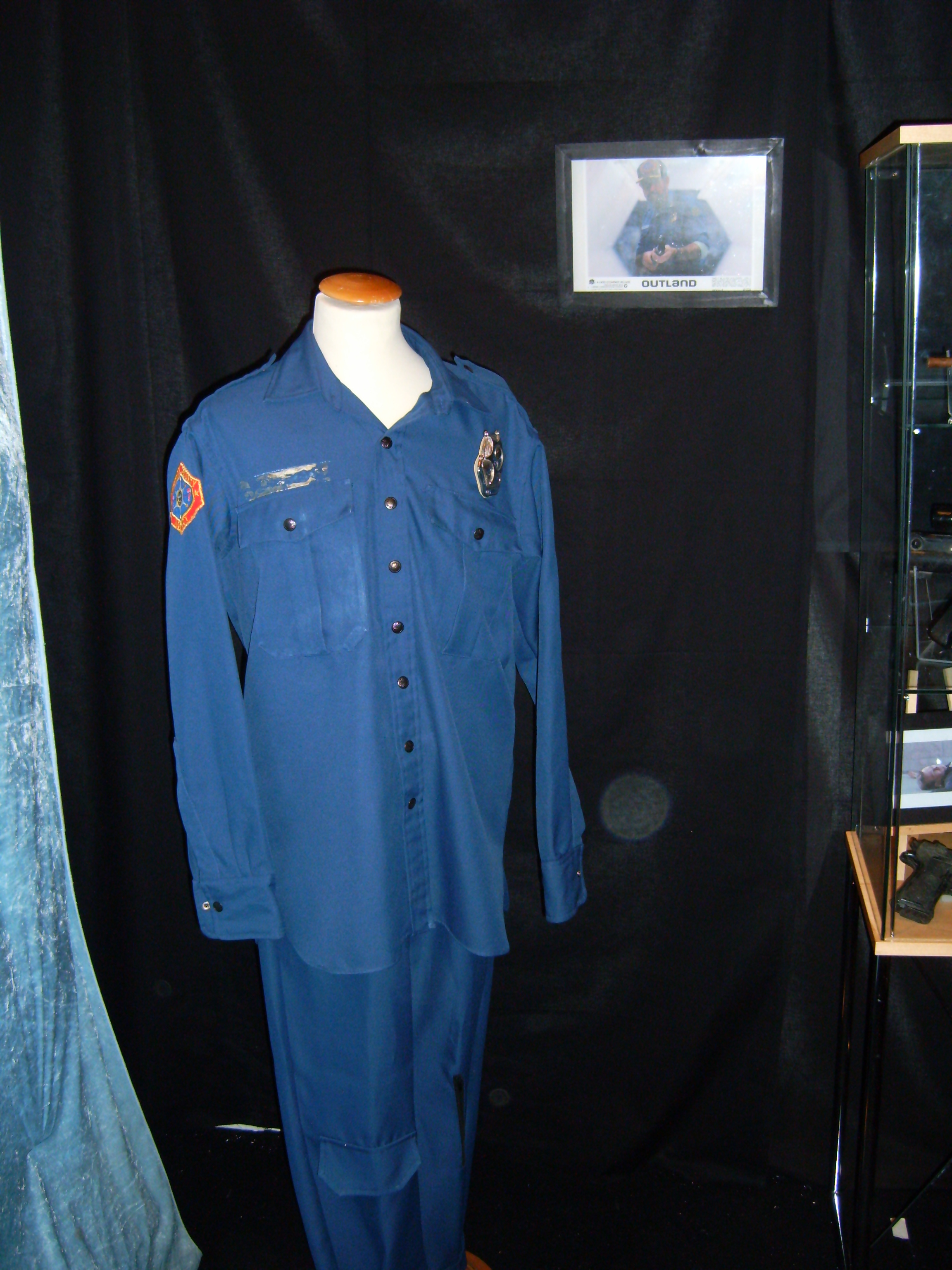
Úbor federálního šerifa z filmu Outland na sci-fi výstavě ve Stockholmu (Švédsko).

Na těžební stanici na Jupiterově měsíci Io, kde se těží titan, nastupuje na roční službu nový federální šerif William T. O'Niel. Na poradě jej vítá správce Mark Sheppard, který na něj apeluje, aby přivřel oko nad občasnými úlety horníků. Ti tvrdě pracují, za což mají dobře zaplaceno, tudíž si potřebují občas povyrazit. Sheppard se chlubí, že za jeho vedení kolonie překonala všechny předešlé rekordy v těžbě. V podmínkách 1/6 zemské gravitace pracují horníci ve skafandrech s vlastní zásobou kyslíku. Šerifovi se správce nelíbí. S O'Nielem je na stanici i manželka se synem. V tajnosti jej opouští a zanechává mu zprávu na videozáznamníku, že odlétá na Zemi. Omlouvá se za svou zbabělost, protože mu to nedokázala říci do očí. Chce, aby jejich syn poznal jiné, lepší prostředí než jen fádní prostory vesmírných komplexů. Závěrem podotkne, že se ozve, až bude na přestupné kosmické stanici. O'Niel je zklamaný.
Povyražení některých horníků není nevinné, končí jejich smrtí. Je to případ několika mužů, kteří si buď sundali přilbu mimo stanici nebo sjeli výtahem bez skafandru na povrch měsíce. Čerstvým případem vyšinutí je jistý Sagan, jenž zde slouží 11 měsíců. Unesl prostitutku, zavřel se s ní v místnosti a hrozí jejím zavražděním. Šerif musí jednat, postupuje transparentně a snaží se Sagana uklidnit. Ventilační šachtou se mezitím do místnosti dostane šerifův zástupce seržant Montone, který Sagana zastřelí. Šerif O'Niel tak přišel o možnost Sagana vyslechnout. Začne pátrat na vlastní pěst, vyžádá si od nevrlé dr. Lazarusové lékařské zprávy posledních záhadných sebevražd a dalších úmrtí. Přitom zjistí, že před více než rokem se tato úmrtí vyskytovala pouze zřídka a začne si klást otázku, kdo za tím stojí. U obětí nebyly ani provedeny pitvy, těla byla urychleně kyvadlovou kosmickou dopravou přepravena na přestupní stanici, kde byla vyhozena do vesmíru. O'Niel ve skladišti narazí na zásilku přichystanou k naložení do příští linky. Jsou zde i zabalená mrtvá těla horníků označená kvůli odstrašení varovným štítkem „KONTAMINOVÁNO“. O'Niel odebere injekční stříkačkou krev z jednoho těla a donese ji doktorce k rozboru. Ta zjistí, že obsahuje polydichlorovaný eutymal, nebezpečnou drogu amfetaminového typu, která sice zvyšuje výkonnost, ale zároveň časem způsobuje nepříčetnost. Šerifovi je jasné, že zde funguje distribuční síť, kterou má pod palcem Sheppard. Nemá strach mu do očí říci, že po něm půjde. Sheppard se chvíli domnívá, že O'Niel jen čeří vodu, aby získal pro sebe peníze, ale to ještě netuší o šerifově odhodlání. Na O'Nielovu stranu se veřejně nikdo nepostaví, nemůže věřit ani svým podřízeným. Přes kameru vidí Montoneho, jak se baví v baru se Sheppardem a podezřelými lidmi. Z počítačových záznamů si vyjede jména osob, které měly potíže se zákonem za drogové delikty. Když pak při squashi vyzpovídá Montoneho, ten se přizná, že od Shepparda bere peníze, aby nic neviděl. O'Niel mu řekne, že Shepparda dostane. Montone jej varuje, že se zaplétá do nebezpečného případu, generální správce má velký vliv a kontakty i mimo těžební stanici. To ale O'Niela neodradí.
Když se mu podaří zadržet a izolovat v cele jednoho Sheppardova drogového dealera, další den je nalezen mrtev on i seržant Montone, který jej měl hlídat. Začíná jít do tuhého. O'Niel se pak sám stane terčem útoku v mrazáku, kde se droga pašuje ukrytá v potravinách. Jakmile oznámí Sheppardovi, že mu překazil výnosný obchod, ten jej varuje, že je mrtvý muž. O'Niel monitoruje hovory správce Marka Shepparda a zjistí, že si na jeho odstranění objednal zabijáky, kteří mají přiletět příští kyvadlovou linkou. Má 60 hodin času, aby se připravil. Ukryje si na strategických místech stanice pušky, kdyby je potřeboval. Když v jídelně požádá zaměstnance o pomoc, nesetká se s pochopením. Pomoc mu překvapivě nabídne doktorka Lazarusová, které imponuje jeho neústupnost a přímost. Šerif ještě mluví videohovorem se svou ženou, která jej přemlouvá, aby přiletěl za nimi. William O'Niel jí to slíbí, ale nejdříve musí dodělat svou práci.
Kosmický trajekt přistává a O'Niel přes kameru sleduje, kdo se vyloďuje. Dva muži si začnou sestavovat zbraně poté, co ostatní odejdou.
Podaří se mu oba dva zlikvidovat. Vyjde ve skafandru do kosmického prostoru a čeká, až doktorka jednoho z nich uzamkne ve spojovací chodbě. Sám pak naruší stěnu chodby a nájemný vrah se v nastalém vakuu udusí. Podobným způsobem zlikviduje i druhého zabijáka, tentokrát ve skleníku. Ještě nemá vyhráno, venku na něj zaútočí jeho podřízený – seržant Ballard, který je ve službách Shepparda. O'Nielovi se podaří odpojit mu přívod kyslíku a svrhnout ho dolů z rampy. Když je po všem, jde za Sheppardem do baru a před zraky přítomných lidí jej srazí tvrdou ranou k zemi. Správce se dostal do vážných problémů, za ztrátu dvou mužů a zásilky drog může očekávat v dalším letu najaté zabijáky na jeho osobu. Šerif O'Niel odlétá za svou ženou a synem na přestupní kosmickou stanici, aby se společně vydali na Zemi.

## Citáty
„Poslali mě sem do hromady sraček a myslí, že sem patřím. Chci si ověřit, jestli mají pravdu. Tahleta mašina funguje, protože každý dělá to, co se od něj očekává a já jsem zjistil, že se ode mě očekává něco, co se mi nelíbí. Tak jsou rozdaný karty. Já jsem rezavá součástka rezavý mašiny a to se mi nelíbí. Tak musím zjistit, jestli mají pravdu.“ (šerif O'Niel vysvětluje své motivy dr. Lazarusové)

## Remake
18. srpna 2009 oznámilo studio Warner Brothers, že pověřilo režiséra Michaela Davise natočením remaku Outlandu podle scénáře Chada St. Johna. Začátek natáčení ani herecké obsazení nebylo oznámeno.